# Дрифтова гіпотеза

Розпад Пангеї на сучасні континенти

Дрифтова гіпотеза, теорія дрейфу материків (рос. дрифтовая гипотеза, англ. drift hypothesis, нім. Drifthypothese) — гіпотеза горизонтального переміщення (дрифту, або дрейфу) материків по пластичному базальтовому шару земної кори. Ґрунтується на подібності обрисів материків, їх геологічної будови й органічних решток у породах. За дрифтовою гіпотезою сучасні материки утворюються з єдиного суперматерика — Пангеї, який розколовся на початку мезозою. Висунув цю гіпотезу в другій половині XIX ст. російський астроном-аматор Євграф Биханов; на початку XX ст. її розвинув німецький геофізик Альфред Вегенер. У 60-х роках XX ст. дрифтова гіпотеза доповнена на основі нових даних геофізичних досліджень і буріння дна океанів.

## Теорія Вегенера

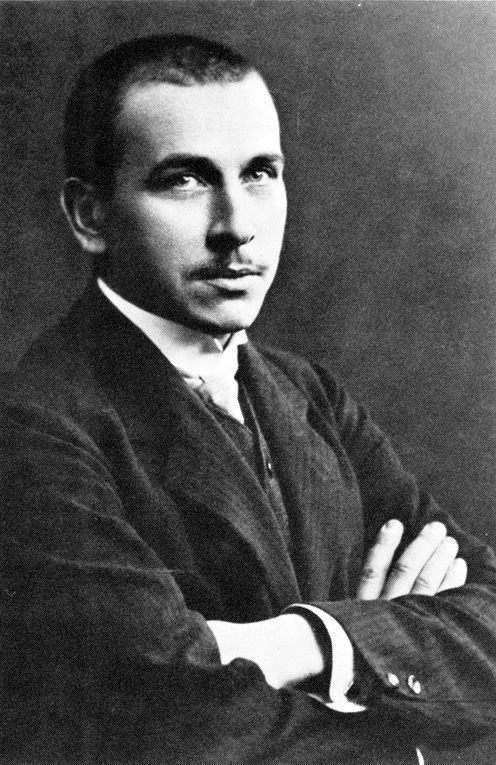
Альфред Вегенер у 1910 році

Першу наукову теорію повільного дрейфу материків сформулював німецький метеоролог і геолог Альфред Вегенер. У 1912 р. він вказав на численні подібності у геологічній будові континентів, а також на спільність викопної флори і фауни в геологічному минулому. Вагомим доказом було також збіг клімату у віддалених епохах.
Вегенер стверджував, що спочатку на поверхні Землі виник тонкий шар гранітних порід. З часом гранітні брили сконцентрувалися в один великий суперконтинент — Пангею (570—280 млн років тому). Тоді ж і утворився суперокеан, який оточував це суходілля. Потім Пангея розкололася і продовжувала розпадатися на більш дрібні частини. Ця революційна для тих років теорія досить просто пояснювала багато незрозумілих геологічних фактів.
Механізм руху континентів Вегенер обґрунтував дією відцентрових сил в результаті обертання Землі і взаємним притяганням Землі, Сонця і Місяця. Таким чином він пояснював віддалення Північної Америки від Європи і Африки, виникнення Атлантичного океану, а також інтенсивне утворення грандіозних складчастих гірських хребтів Кордильєр і Анд у фронтальній частині обох американських материків, що насуваються на тихоокеанську платформу. Дрейфування континентів від полюсів у напрямку екватора, викликане обертальним рухом Землі, призвело до зіткнення Європи і Африки, в результаті чого в Африці утворилися Атлаські гори, а в Європі — Альпи, Карпати, Динарське нагір'я та інші гірські хребти. Поява Гімалаїв своєю чергою була результатом зіткнення Деканського нагір'я з Азією. Ці молоді гірські хребти виникли в результаті повільного руху континентів майже перпендикулярно до загальновизнаних за Вегенером напрямками дрейфу. Більш старі гірські хребти спрямовані в інших напрямках, які Вегенер пояснював іншим у той час місцеперебуванням як полюсів, так і осі обертання Землі, від яких залежав напрямок дрейфу.

## Критика теорії дрейфу і відмова від теорії
Теорія дрейфу материків була відкинута на Заході. Вкрай негативно сприймалася вона і панівною в радянській геології школою. Основним прихильником концепції фіксизму, різко заперечував мобілізмські концепції, був Михайло Усов, захищаючи «пульсаційну гіпотезу» геологічного розвитку Землі. Таке положення зберігалося аж до початку 1970-х рр., коли мобілізм був відроджений на ґрунті переконливих доказів у вигляді концепції тектоніки плит (нової глобальної тектоніки).